# Indyjska triada nuklearna

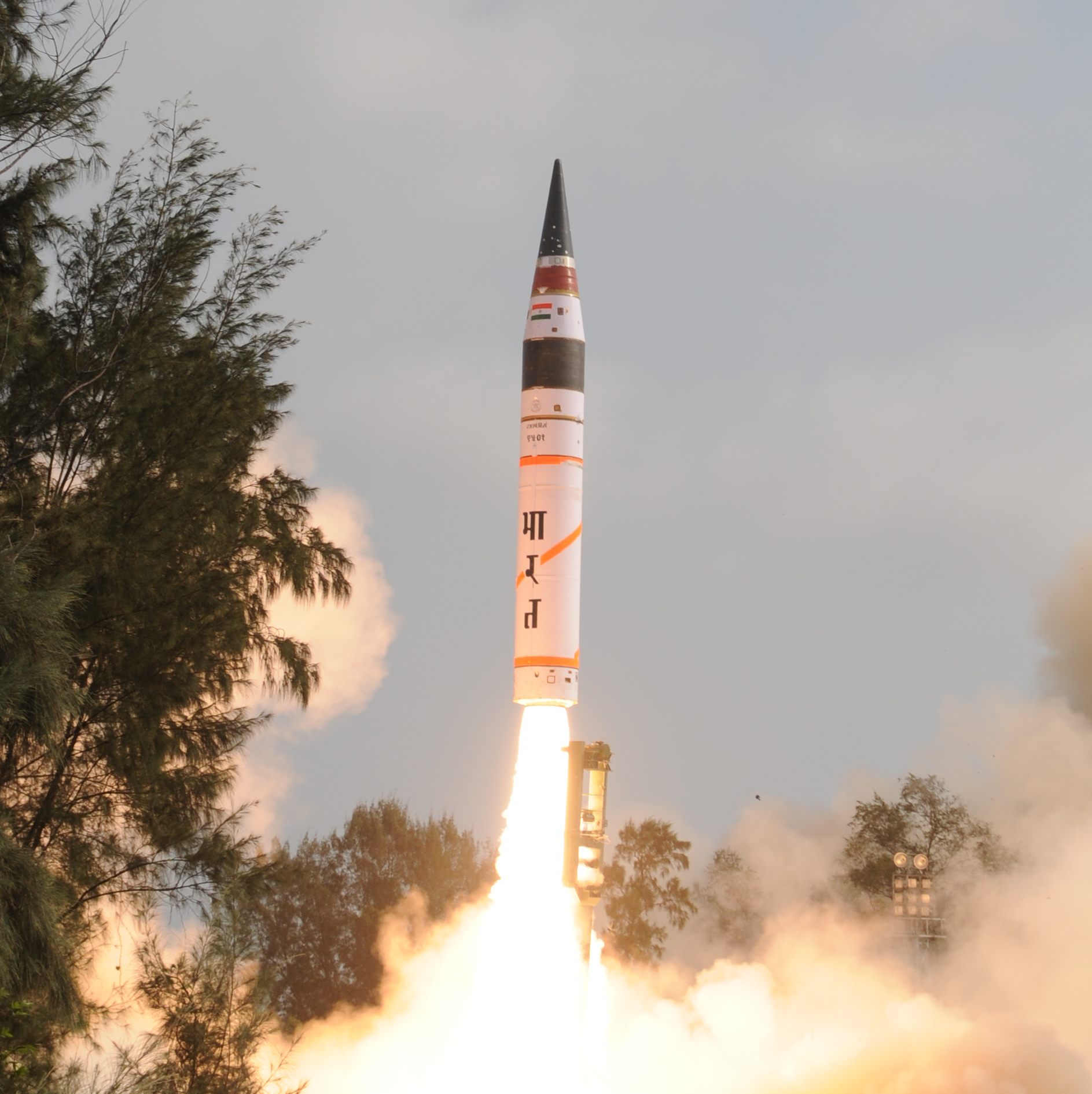
Start rakiety Agni-V (2012)

Indyjska triada nuklearna – strategiczne i taktyczne siły jądrowe Indyjskich Sił Zbrojnych. Stanowi element odstraszania nuklearnego.
Indyjska doktryna nuklearna opiera się na pojęciu „minimalnego wiarygodnego odstraszania” i zasadzie „no first use” . Zasadniczą ideą pozostaje zdolność do przetrwania nieprzyjacielskiego ataku oraz zadania skutecznego uderzenia odwetowego. Indie nigdy nie podpisały traktatu o nierozprzestrzenianiu broni jądrowej. Od początku rozwoju programu jądrowego prowadziły politykę dwuznaczności i nieprzejrzystości. Kontrolę nad arsenałem jądrowym sprawuje szef Dowództwa Sił Strategicznych .

## Charakterystyka

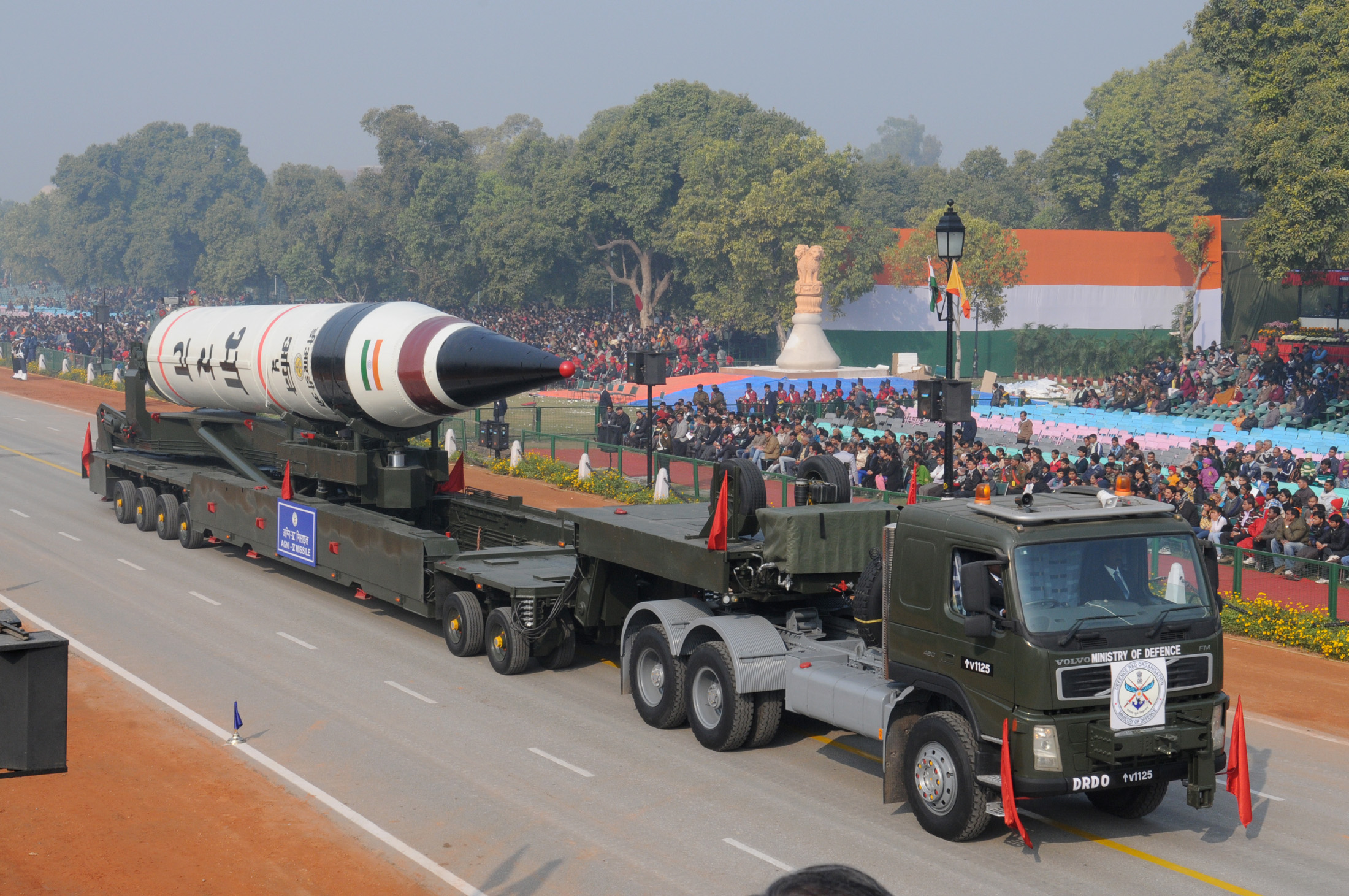
Rakieta Agni-V

Z początkiem lat 70. XX w. Indie zaczęły rozwijać swój narodowy program atomowy. Decyzja o budowie własnej bomby atomowej była spowodowana przede wszystkim spektakularnymi sukcesami Chińczyków na tym polu i obawą, że także Pakistan wybuduje własną bombę. Indie uważały Chiny i Pakistan za wrogich sąsiadów, z których Chiny były już atomowym mocarstwem, a Pakistan pracował nad pozyskaniem broni jądrowej. Z oboma tymi krajami Indie prowadziły spory graniczne. 

Prace prowadzono przede wszystkim w Centrum Badań Atomowych im. H. J. Bhabha w Trombay. 18 maja 1974 Indie zdetonowały swoją pierwszą bombę plutonową o mocy 12-15 kt. Podkreślały jednak, że był to test służący rozwojowi technologii jądrowej i pokojowemu jej wykorzystaniu. W kolejnych latach Indie rozpoczęły budowę własnych reaktorów, a pierwszy z nich o mocy 100 MW uruchomiono 8 sierpnia 1985 w Dhurva. Pozyskane materiały z reaktorów jądrowych posłużyły do produkcji pierwszej bomby jądrowej. 11 maja 1998 na pustyni Thar Indie przeprowadziły trzy równoczesne podziemne próby jądrowe, dwa dni później dwa kolejne podziemne testy, a po nich zadeklarowały zakończenie serii prób jądrowych.

W wyposażeniu sił zbrojnych Indii znajduje się (2016) około 90-110 głowic jądrowych, które mogą być przenoszone przez balistyczne pociski lądowe, atomowe okręty podwodne z balistycznymi rakietami SLBM i lotnictwo myśliwsko-bombowe.
Doktryna nuklearna
Indyjska doktryna nuklearna bazuje na zasadach „minimalnego wiarygodnego odstraszania” i rezygnacji z pierwszego użycia broni atomowej. Indie rezerwują sobie prawo do użycia tej broni w odpowiedzi na atak bronią nuklearną, biologiczną lub chemiczną na indyjskie terytorium i jej siły zbrojne. Zmasowany odwet atomowy będzie wymierzony w ważne obiekty przemysłowe, węzły komunikacyjne i skupiska ludności (strategia counter-value). Indie odrzucają wykorzystanie broni jądrowej w skali taktycznej.

## Komponent lądowy

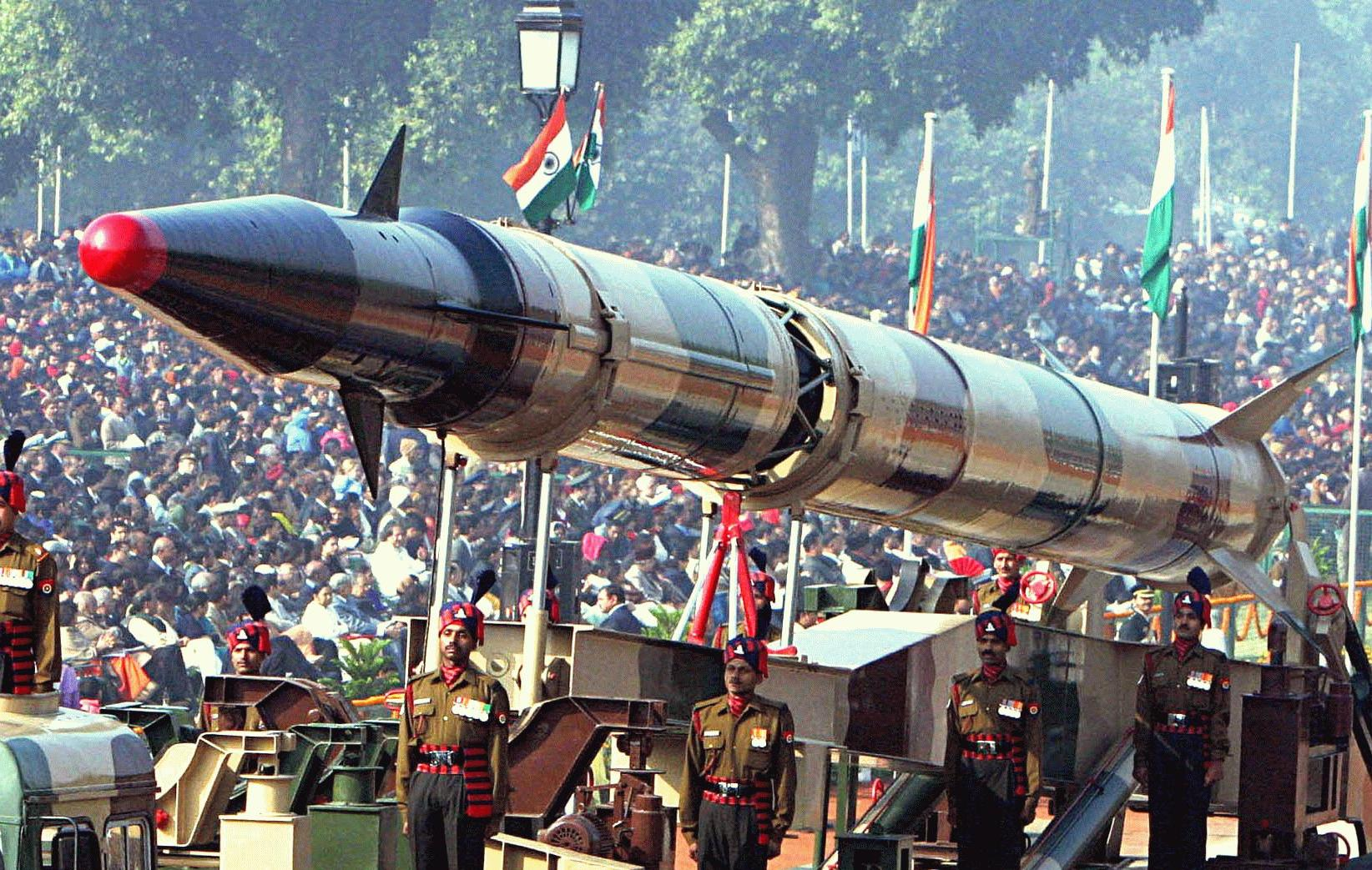
Agni-II

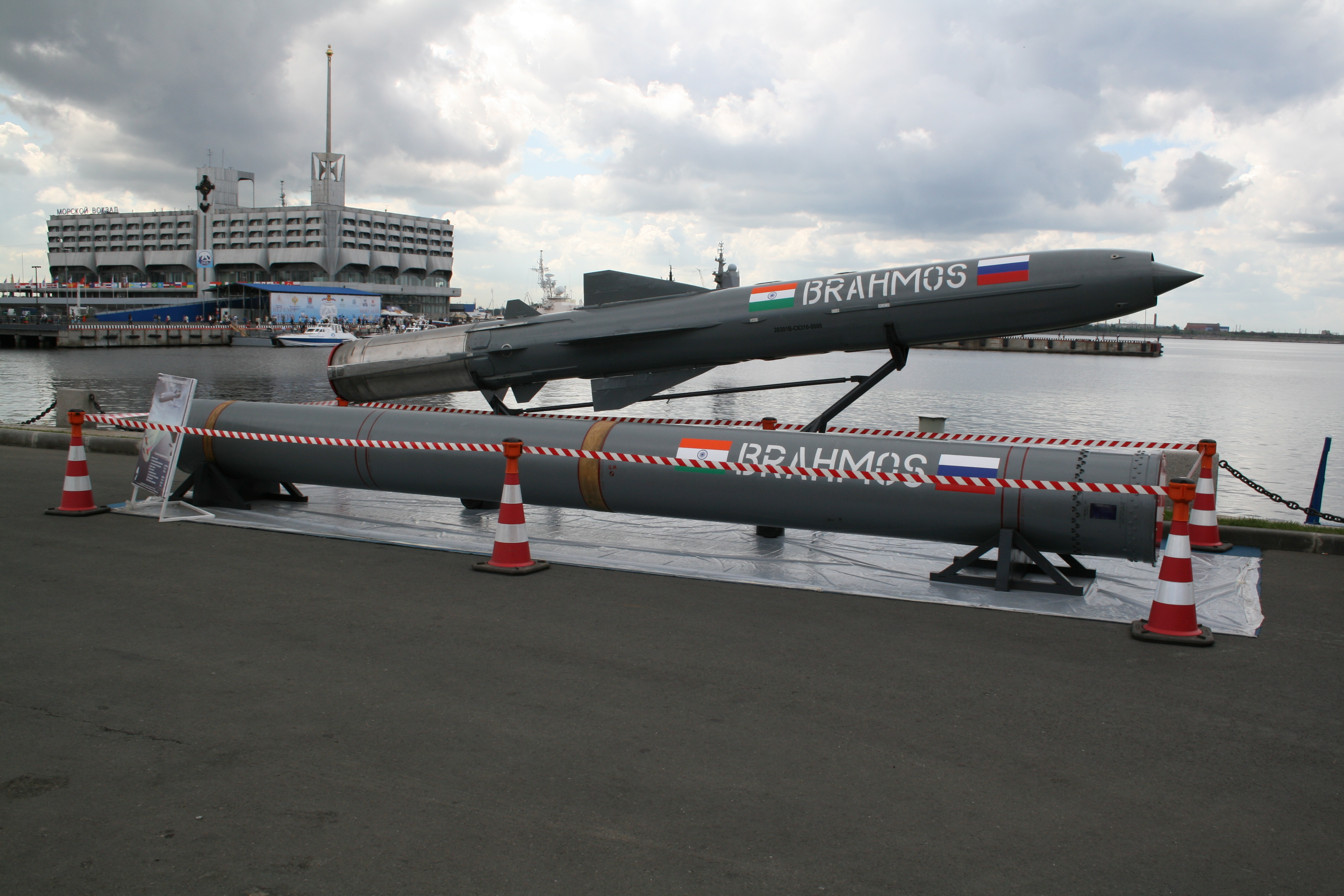
Pocisk manewrujący BrahMos

Komponent lądowy stanowią rakiety krótkiego zasięgu: Prithvi-II i Agni-I, średniego zasięgu: Agni-II; pośredniego zasięgu: Agni-III i dalekiego zasięgu: Agni-IV i Agni-V.

Pierwszym pociskiem rozwijanym w ramach programu Integrated Guided Missile Development Programme był Prithvi-II. W 2004 do uzbrojenia weszła rakieta Agni-I, która montowana jest na mobilnych wyrzutniach kolejowych i samochodowych. Rakiety te znajdują się w uzbrojeniu 334 Grupy Rakietowej stacjonującej w Secunderabad. W latach 2002–2004 wprowadzono na wyposażenie, a w 2011 uzyskała gotowość operacyjną dwustopniowa rakieta zamontowana na samochodowej wyrzutni − Agni-II. Jest uzbrojona w głowicę konwencjonalną lub jądrową. Rakiety te mogą razić cele na terytorium Pakistanu, środkowych i południowych Chin. Znajdują się w uzbrojeniu 335 Grupy Rakietowej stacjonującej w północnej części Indii.

Rakieta pośredniego zasięgu Agni-III może razić cele w Pakistanie, na Bliskim Wschodzie i na całym terytorium Chin z dokładnością do 40 m. Umieszczana jest na mobilnych wyrzutniach kolejowych. W 2014 Indie wprowadziły do uzbrojenia dwustopniową rakietę na paliwo stałe montowaną na kolejowych wyrzutniach Agni-IV. W 2016 pracowały nad konstrukcją trójstopniowej rakiety Agni-V pozwalającą razić cele na całym terytorium Rosji i w Europie.

Indyjskie siły zbrojne posiadają również rakiety manewrujące typu cruise zdolne do przenoszenia głowic jądrowych.
Rakieta BrahMos to indyjsko-rosyjski taktyczny pocisk manewrujący MTCR o zasięgu do 290 km, który w 2007 wszedł do uzbrojenia sił lądowych. W 2016 znajdował się w uzbrojeniu także sił morskich i powietrznych. W trakcie testowania (2016) była również rakieta dalekiego zasięgu Nirbhay budowana w technologii stealth, przeznaczona do uzbrojenia zarówno sił morskich, lądowych, jak i powietrznych.

## Komponent morski

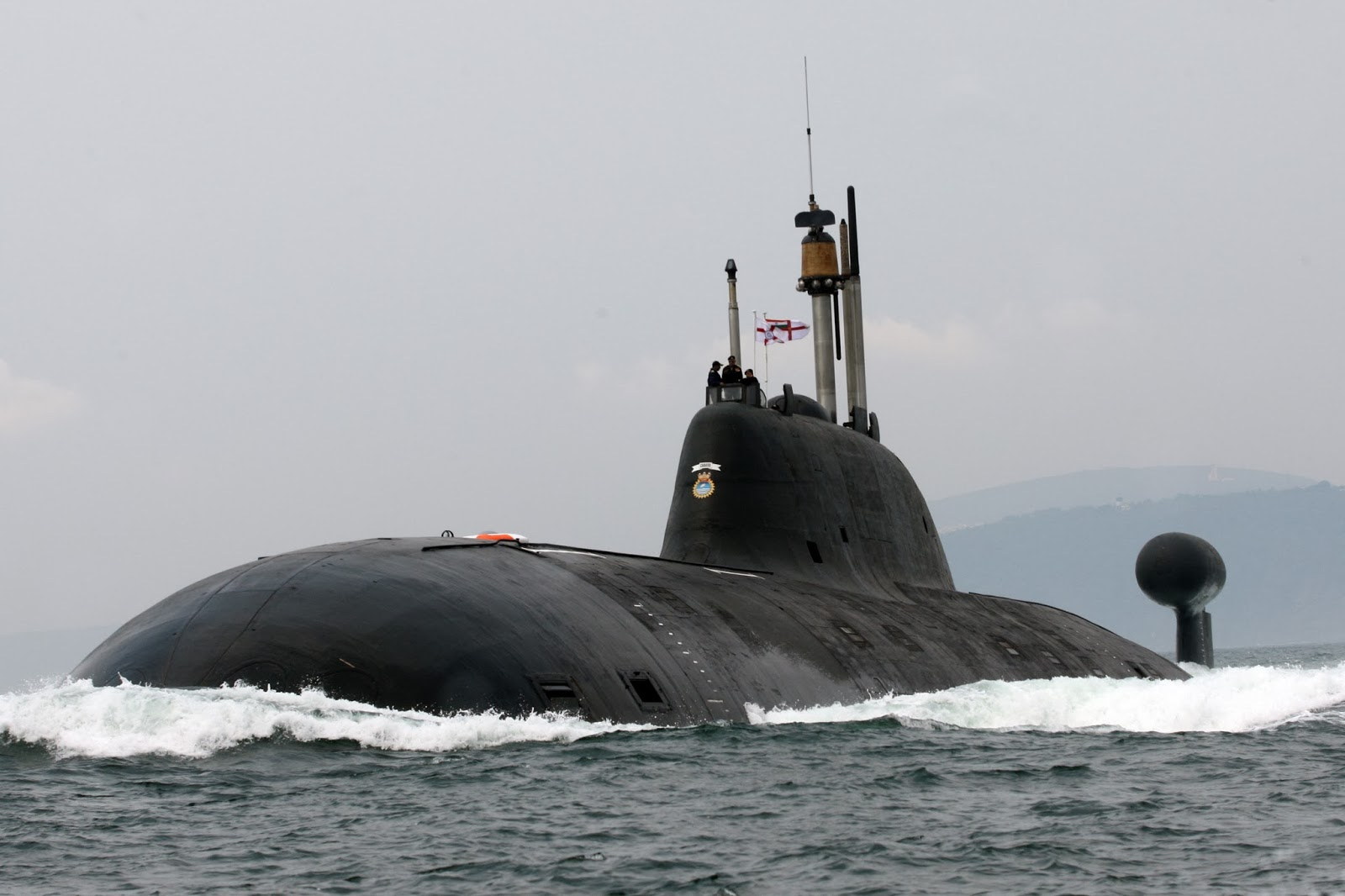
Indyjski okręt atomowy INS Chakra

Komponent morski indyjskiej triady nuklearnej budowany jest przede wszystkim we współpracy z Rosją. Łącznie Indie planują wybudować 5 atomowych okrętów podwodnych. Pierwszy z nich to INS Arihant S 73 zdolny do przenoszenia rakiet SLBM. Okręt posiada w uzbrojeniu w wersji SLBM cztery pionowe wyrzutnie dla dwunastu balistycznych pocisków K-15 Sagarika. Dodatkowo na dziobie posiada 6 wyrzutni torped 533 mm, z których może wystrzeliwać pociski manewrujące cruise SLCM przeciw okrętom i obiektom lądowym typu Novator Alfa Klub SS-N-27 (3M-54E-1).
W uzbrojeniu marynarki indyjskiej znajduje się także pocisk krótkiego zasięgu Dhanush, stanowiący wyposażenie dwóch okrętów patrolowych typu Sukanya: Subhadra i Suvarna.

## Komponent powietrzny

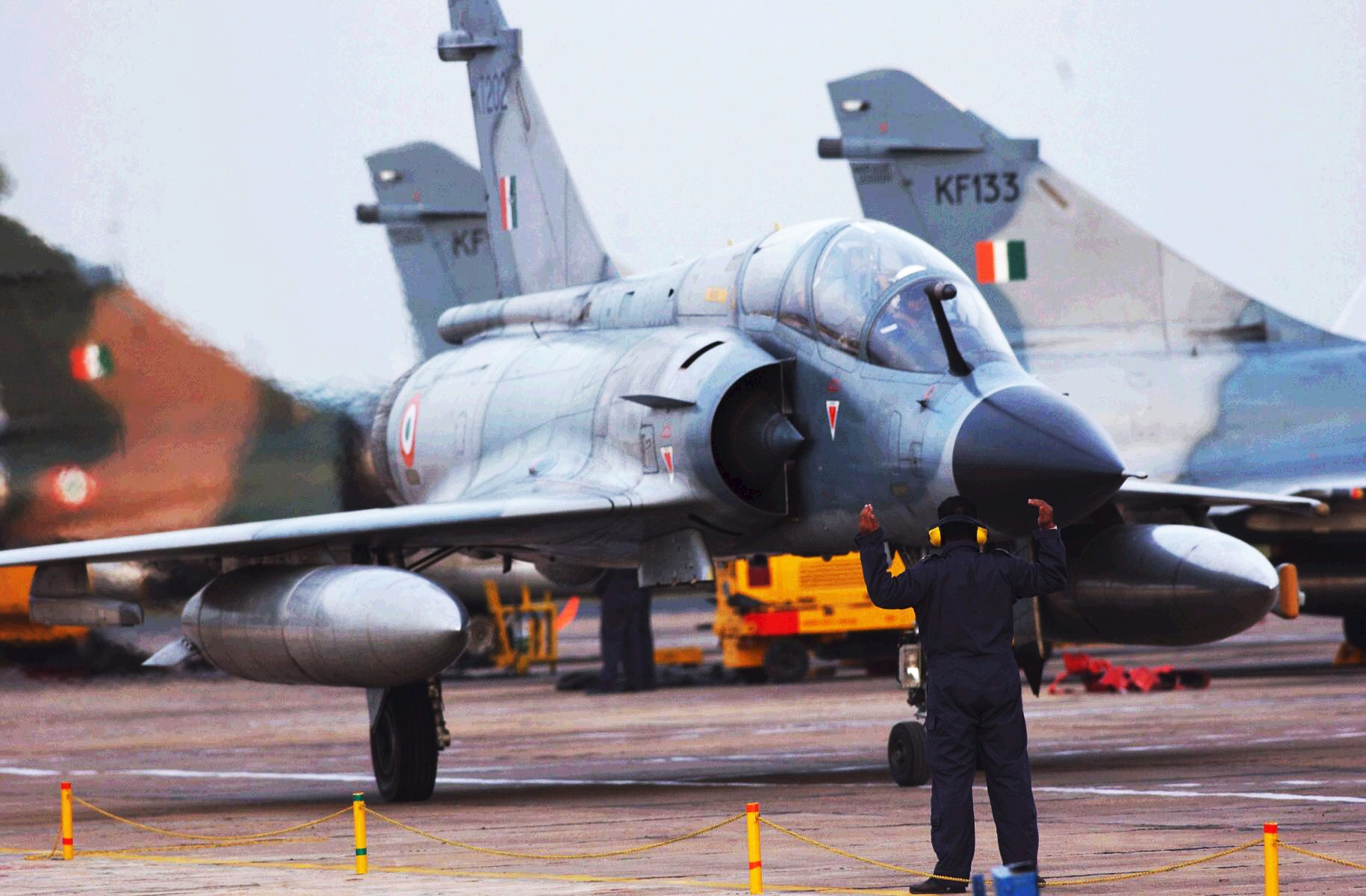
Indyjski Mirage 2000

Trzeci trzon indyjskiej „triady” stanowią samoloty myśliwsko-bombowe typu Mirage i Jaguar. Posiadają one wystarczającą zdolność do prowadzenia działań i operacji jądrowych przeciwko Chinom i Pakistanowi. Dwie eskadry samolotów Mirage 2000H stacjonują w bazie sił powietrznych Maharajpur w 40 Skrzydle. Jedna z eskadr przystosowana jest do przenoszenia uzbrojenie jądrowego. Także dwie z czterech eskadr samolotów Jaguar IS/IB mogą przenosić broń jądrową. Prawdopodobnie budowane w Indiach samoloty typu MiG-27 Flogger również zostały przystosowane do przenoszenia broni jądrowej. Ze względu na starzenie się floty powietrznej, rząd Indii zamierzał w 2016 kupić 36 samolotów Rafale produkcji francuskiej.

## Środki przenoszenia broni jądrowej

Przybliżony zasięg indyjskich pocisków balistycznych serii Agni

| Środki                        | Liczba wyrzutni | Zasięg    | Moc     |
| ----------------------------- | --------------- | --------- | ------- |
| Rakiety bazowania lądowego    |                 |           |         |
| Prithvi-II                    | ~ 24            | 250–350   | 1x12    |
| Agni-I                        | ~ 20            | 700–1250  | 1x40    |
| Agni-II                       | ~ 8             | 2000–3000 | 1x40    |
| Agni-III                      | ~ 4             | >3200     | 1x40    |
| Agni-IV                       |                 | > 3500    | 1x40    |
| Agni-V                        |                 | >5200     | 1x40    |
| Lotnictwo                     |                 |           |         |
| Vajra Mirage 2000H            | ~ 32            | 1850      | 1xbomba |
| Shamsher Jaguar IS/IB         | ~ 16            | 1600      | 1xbomba |
| Rozmieszczane na okrętach     |                 |           |         |
| Dhanush (wariant Prithvi-III) | 2               | 350       | 1x12    |
| K-15 Sagarika                 | (12)            | 700       | 1x12    |